# كارلوس فرنسيسكو
كارلوس فرنسيسكو (22 مايو 1990 بسانتياغو دي كوبا في كوبا - ) هو لاعب كرة قدم كوبي في مركز الدفاع. شارك مع منتخب كوبا لكرة القدم. أما مع النوادي، فقد لعب مع FC Santiago de Cuba ‏.

## وصلات خارجية
- كارلوس فرنسيسكو على موقع قاعدة بيانات كرة القدم.إي يو (الإنجليزية)
- كارلوس فرنسيسكو على موقع ناشيونال فوتبول تيمز (الإنجليزية)